# Krivany
Krivany (bis 1948 slowakisch „Kriviany“; ungarisch Krivány, deutsch Krevian) ist eine Gemeinde im Osten der Slowakei mit 1281 Einwohnern (Stand 31. Dezember 2024). Sie gehört zum Okres Sabinov, einem Kreis des Prešovský kraj sowie zur traditionellen Landschaft Šariš.

## Geographie

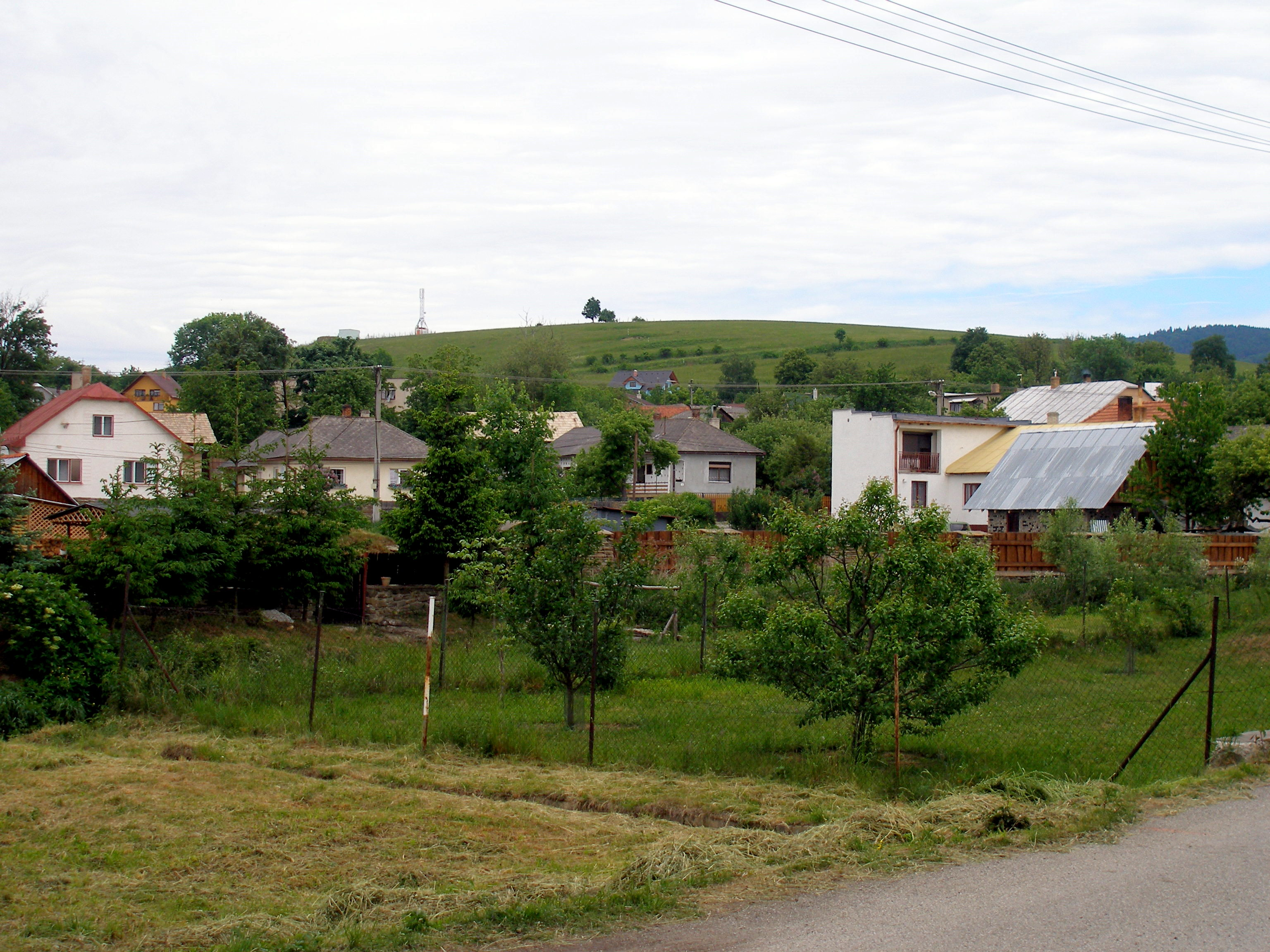
Krivany

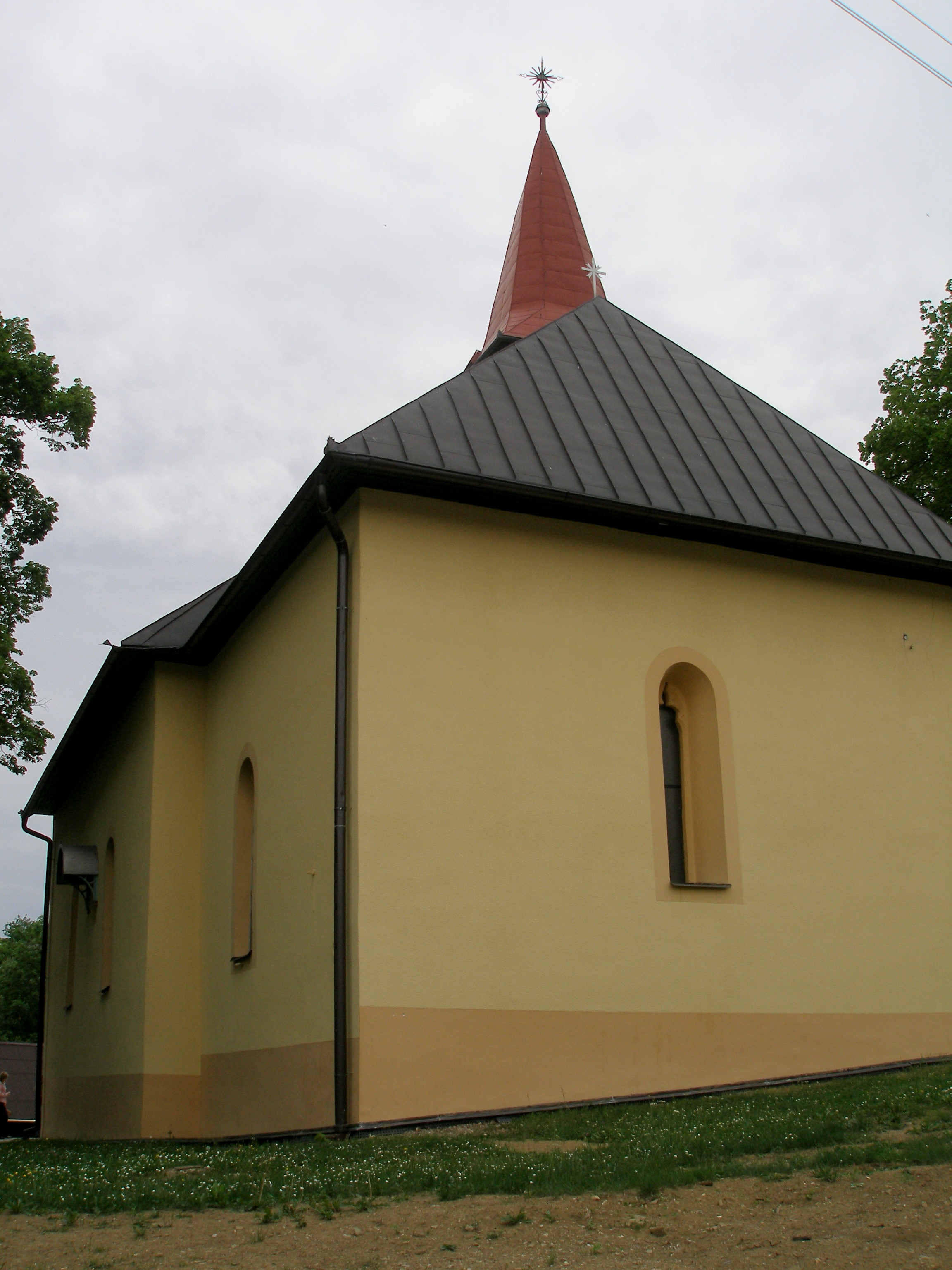
Kirche in Krivany

Die Gemeinde befindet sich am Übergang vom Gebirge Leutschauer Berge in das Zwischengebirge Šarišské medzihorie. Etwa 350 Meter südlich fließt die Torysa, die hier drei Bäche aus dem Dorf zunimmt. Das Ortszentrum liegt auf einer Höhe von 426 m n.m. und ist 16 Kilometer von Sabinov entfernt.

## Geschichte
Der Ort wurde zum ersten Mal 1301 schriftlich erwähnt und beging 2001 seine 700-Jahr-Feier. 1597 bis 1610 und wieder ab 1744 gehörte der Ort der ungarischen Adelsfamilie Dessewffy. 1828 wurden 140 Häuser und 1075 Einwohner verzeichnet.
1956 wurde die Gemeinde Pusté Pole ausgegliedert.

## Bevölkerung
| Jahr                | 1994 | 2004    | 2014    | 2024    |
| ------------------- | ---- | ------- | ------- | ------- |
| Anzahl der Personen | 1061 | 1136    | 1222    | 1281    |
| Unterschied         |      | +7,06 % | +7,57 % | +4,82 % |

| Jahr                | 2023 | 2024    |
| ------------------- | ---- | ------- |
| Anzahl der Personen | 1265 | 1281    |
| Unterschied         |      | +1,26 % |

Ergebnisse nach der Volkszählung 2001 (1093 Einwohner):
| Nach Ethnie: - 88,66 % Slowaken - 8,97 % Roma - 0,27 % Tschechen - 0,18 % Ukrainer - 0,09 % Magyaren | Nach Konfession: - 94,79 % römisch-katholisch - 2,10 % keine Angabe - 1,83 % griechisch-katholisch - 0,64 % konfessionslos - 0,37 % evangelisch |

## Bauwerke
- römisch-katholische Kirche, ursprünglich im gotischen Stil, im 18. Jahrhundert umgebaut
- Dessewffy-Landschloss aus dem Jahr 1635 im romanischen Stil, heute ungenutzt
- steinerne Wassermühle aus dem 18. Jahrhundert
- Gedenkhaus der Schriftstellerin Jolana Cirbusová, die auch in lokaler Mundart schrieb

## Persönlichkeiten
- József Dessewffy (1771–1843), ungarischer Politiker und Schriftsteller
- Jolana Cirbusová (1884–1940), slowakische Schriftstellerin
- Milan Stanislav Ďurica (1925–2024), slowakischer Historiker